# Енді Вілмен
Ендрю Невіль «Енді» Вілмен  (англ. Andrew Neville "Andy" Wilman) — британський телевізійний продюсер, який відомий за такими проектами, як Top Gear (2002-15) та The Grand Tour.

## Біографія
Енді Вілмен народився 16 серпня 1962 року у Глоссоп, графство Дербішир, Англія.
Найбільш відомий, як виконавчий продюсер Top Gear з 2002 до 2015 року, а також, як ведучий Top Gear з 1994 до 2001 року. Саме Енді Вілмен та Джеремі Кларксон в 2001 році запропонували BBC не закривати Top Gear, а змінити його формат, також Вілмен створив образ таємного гонщика — Стіга і залишався незмінним продюсером Top Gear до 2015 року, коли було звільнено Джеремі Кларксона. Вілмен і Кларксон разом навчалися в Repton School.

## The Grand Tour
Після звільнення Джеремі Кларксона у березні 2015 року, Річард Гаммонд, Джеймс Мей та Енді Вілмен покинули шоу разом з ним. У липні 2015 року була створена компанія W. Chump and Sons Ltd, 30 липня 2015 було оголошено про підписання екс-ведучими Top Gear, контракту з Amazon на створення нового шоу. Впродовж 2015 року на ім'я Вілмена та Кларксона, Гаммонда і Мея було зареєстровано ще три компанії, які займаються виробництвом і промоушеном The Grand Tour.

## Роботи

### Продюсер
- Jeremy Clarkson's Motorworld (1995–96)
- Jeremy Clarkson's Extreme Machines (1998)
- Jeremy Clarkson Meets the Neighbours (2002)
- Top Gear (2002–15)
- The Victoria Cross: For Valour (2003)
- Jeremy Clarkson: Greatest Raid of All Time (2007)
- The Grand Tour (2016–)

### Телеведучий
- Top Gear (35 епізодів, 1994—2001)

## Нагороди
| Рік  | Нагорода | Проект   | Результат | Разом з                          |
| ---- | -------- | -------- | --------- | -------------------------------- |
| 2005 | BAFTA    | Top Gear | Перемога  | Джеремі Кларксон, Гарі Бродхарст |
| 2004 | BAFTA    | Top Gear | Номінація | Гарі Хантер, Джеремі Кларксон    |